# أحمد اليغموري
شهاب الدين أحمد بن محمد اليغموري، أمير مملوكي، وناظر الحرمين الشريفين (المسجد الأقصى والمسجد الإبراهيمي)، ونائب السلطنة المملوكية في القدس والخليل سنة 796 هـ، في دولة الملك الظاهر سيف الدين برقوق. قال ابن حجر العسقلاني: «كان مشهوراً بمعرفة المباشرة، يظهر محبة العلماء، وتعجبه مباحثاتهم، ويفهم جيداً». ولد سنة 741 هـ الموافق 1340، وتوفي في جمادى الأولى شنة 811 هـ.